# Komduri
Komduri  fue el nombre con el que se denominó a la pareja de osos negros asiáticos elegida como mascota oficial de los Juegos Paralímpicos de 1988, celebrados en la ciudad surcoreana de Seúl.
Al igual que los tigres Hodori y Hosuni (mascotas de las Olimpiadas de ese mismo año), los animales escogidos en esta ocasión también son comunes en las historias tradicionales y leyendas surcoreanas.